# James Rooke
Pour les articles homonymes, voir Rooke.
James Rooke est un militaire irlandais né en 1770 à Dublin et mort le 28 juillet 1819 dans les provinces-Unies de Nouvelle-Grenade (actuelle Colombie) des suites de ses blessures lors de la bataille du Pantano de Vargas, un épisode décisif de la campagne libératrice de la Nouvelle-Grenade menée par Simón Bolívar dans le cadre des guerres d'indépendance en Amérique du Sud.

## Biographie
James Rooke naît à Dublin aux alentours de 1770. Il rejoint l'armée britannique en 1791 et combat dans plusieurs campagnes contre la France, atteignant le grade de major en 1802. Rooke a de bonnes relations et devient un ami personnel du prince de Galles. Cependant en 1801, il doit vendre la plupart de ses propriétés pour rembourser ses dettes et s'installe en France, qui est alors en paix avec les Britanniques. Lorsque la guerre éclate à nouveau, les autorités françaises arrêtent Rooke. Il reste en prison jusqu'à son évasion au début de l'année 1813 et par la suite rejoint l'armée de Wellington en Espagne. Rooke est démobilisé lorsque les hostilités prennent fin en 1814, mais en 1815 lors du retour Napoléon Ier, il est rappelé pour combattre dans la bataille de Waterloo.
En 1816, James Rooke prend sa retraite de l'armée britannique et se retire dans l'archipel de Saint-Christophe-et-Niévès, possession britannique dans les Antilles. Il rejoint la Légion britannique en 1818 pour soutenir les mouvements indépendantistes dirigés par Simón Bolívar au Venezuela et en Colombie, et en est nommé commandant en remplacement de l'officier britannique Wilson. 
Durant la bataille du Pantano de Vargas, le colonel Rooke est blessé au bras gauche par des éclats d'obus d'artillerie. Il doit être amputé en raison de la gravité de la blessure et lorsque c'est fait, lève la main droite et crie en castillan, avec un accent très anglais :
«Viva la Patria!» (Vive la patrie !)
Le chirurgien lui demande en anglais :
«Which Country? Ireland or England?» (Quelle patrie ?, Irlande ou Angleterre ?)
Rooke fait non de la tete et répond :
«The Country which will bury me...» (Celle qui me donnera une sépulture...)
Le colonel Rooke meurt quelques jours plus tard dans un couvent de Belencito, dans l'actuel département de Boyacá, raison pour laquelle son souvenir est conservé avec orgueil et que de nombreux hommages lui sont rendus en Colombie en tant qu'un des architectes de l'indépendance des nations sud-américaines actuelles. 
Sa veuve, Anna Rooke, jouit d'une pension, d'une somme d'argent au titre de compensation et reçoit tous les honneurs dus à une veuve de militaire.

## Hommages
En 2004, l'ambassade du Royaume-Uni en Colombie a organisé un hommage en mémoire du colonel James Rooke. L'ambassadeur britannique, Sir Thomas Duggin, et les autorités de Boyacá se sont réunies à Paipa pour commémorer le militaire. Une gerbe de fleurs a été déposée sur le buste du colonel James Rooke qui commandait la légion britannique lors de la bataille du Pantano de Vargas.
L'armée nationale colombienne, depuis  1958, possède un Batallón de Infantería No 18 Coronel « Jaime Rooke » basé dans la ville d'Ibagué (à 150 km de Bogota). Outre la statue de bronze sur le site du pantano de Vargas, il en existe une autre à Belencito, dans le monastère où il est mort le 28 juillet 1819, et dans la municipalité de Paipa un parc porte le nom du militaire.